# Nakon
Nakon, Nako, Nakko, o Nacco (flor. 954 – h. 966) fue un líder abodrita que, junto con su hermano Stoigniew, lideró las fuerzas de una confederación eslavos en una revuelta contra los alemanes, especialmente Herman Billung, duque de Sajonia.
En 955 Nakon y Stoignew fueron derrotados en la batalla de Recknitz por Otón I de Alemania. Mientras Stoignew fue decapitado, Nakon probablemente aceptó el cristianismo, pues le siguieron aproximadamente treinta años de paz, durante los cuales, según Adán de Bremen, los eslavos fueron cristianos. Nakon y sus sucesores, los nakónidas, residieron en un "anillo" de fortalezas: Mecklemburgo, Starigard, Liubice, y Lenzen (Lunkini). Cuando el geógrafo sefardí Ibrahim ibn Ya'qub viajó por el territorio, se refirió a Mecklemburgo, el palacio principal de Nakon, como "castillo de Nakon."
Le sucedieron sus hijos, Mistivoi y Mstidrag, pero ellos abandonaron el cristianismo y se rebelaron contra los alemanes de nuevo.